# Професійна федерація реслінгу
Професійна Федерація Реслінгу (англ. Professional wrestling promotion) - компанія або вид бізнесу який регулярно проводить змагання з так званого професійного реслінгу. Окрім цього професійна федерація реслінгу (надалі ПФР) займається управлінням, рекламою і логістикою. В рамках конвенції ПФР це спортивний орган управління який бере на себе організацію або постановку певного шоу і не несе відповідальності за зовнішню популярність або рейтинг бійців. За своєю структурою дещо нагадує пересувний театр, який забезпечує шоу і гідну рекламу цього шоу.
В даний час основними організаторами реслінг-шоу в Сполучених Штатах є: World Wrestling Entertainment (скорочено WWE), Total Nonstop Action Wrestling (скорочено TNA), і Ring of Honor (скорочено ROH). Дві найбільші і по суті найпопулярніші федерації в Мексиці це Consejo Mundial de Lucha Libre (скорочено CMLL) і Asistencia Asesoría y Administración (скорочено AAA). До топових федерацій в Японії відносять три найбільші федерації: New Japan Pro Wrestling (скорочено NJPW), All Japan Pro Wrestling (скорочено AJPW), і Pro Wrestling Noah (скорочено Noah). Окрім цього по всьому світу зосереджено більш ніж сто невеликих федерацій реслінгу, зокрема і в Україні (Ukrainian Pro-Wrestling Promotion Group в Києві).

## Структура
Досить велика частина всіх федерацій є автономними, і не визнають титули інших федерацій. В кожній федерації є перелік постійних дійових агентів (так званий ростер), які пов'язані контрактом з федерацією. Також під дію контрактів підпадають і штатні робітники компанії. Великі федерації мають власні школи реслінгу а найбільші - власні майданчики для підготовки молодих талантів.

## Відомі федерації реслінгу
| Рік  | Назва федеоації                            | Країна   |
| ---- | ------------------------------------------ | -------- |
| 2002 | Chikara                                    | США      |
| 1992 | Asistencia Asesoría y Administración (AAA) | Мексика  |
| 1952 | World Wrestling Entertainment (WWE)        | США      |
| 2002 | Irish Whip Wrestling (IWW)                 | Ірландія |
| 1997 | Ohio Valley Wrestling (OVW)                | США      |
| 2002 | Ring of Honor (ROH)                        | США      |
| 1933 | Consejo Mundial de Lucha Libre (CMLL)      | Мексика  |
| 2002 | Total Nonstop Action Wrestling (TNA)       | США      |
| 1972 | New Japan Pro Wrestling (NJPW)             | Японія   |
| 1986 | Northern Championship Wrestling (NCW)      | Канада   |
| 2000 | Pro Wrestling Noah (PWN)                   | Японія   |